# Can Genari
Can Genari és una obra de Sils (Selva) inclosa a l'Inventari del Patrimoni Arquitectònic de Catalunya.

## Descripció
Es tracta d'una casa situada al nucli antic del poble, a tocar de l'antic estany de Sils. És un edifici de dues plantes amb coberta de vessants laterals i cornisa catalana. La porta principal és adovellada de mig punt, les obertures del pis superior són finestres gòtiques d'arc conopial, i la central és gòtica amb tres arquets i dos relleus d'hèlix. La resta d'obertures tenen brancals i ampit de pedra monolítica. Una d'elles, la finestra de l'esquerra, sembla de construcció moderna i està protegida per una reixa de ferro forjat quadriculada.
Sota la finestra central es conserva un relleu en pedra que representa un drac alat. També es conserva, a l'esquerra de la façana, un pou adossat. El parament dels murs és arrebossat i pintat exceptuant els angles que són de carreus vistos. El volt de la casa està tot pavimentat de rajoles i ciment. L'interior ha estat totalment restaurat respectant l'estructura original i conserva alguna porta amb arc conopial. Al costat dret presenta un cos afegit de datació posterior. L'edifici està envoltat per un jardí amb força vegetació i la propietat està ballada i tancada amb una porta gran de ferro.